# Amherst (Virginia)
Amherst è un comune degli Stati Uniti d'America, situato nello Stato della Virginia, nella Contea di Amherst, della quale è il capoluogo.